# Sueños (canción de Diego Torres)
«Sueños» es un tema compuesto por el cantautor y compositor argentino Coti Sorokin, y popularizado por su compatriota, el también cantautor Diego Torres, como el primer sencillo oficial de su disco Un mundo diferente (2001).

## Información
El contenido de la letra de la canción es básicamente de la reflexión y la esperanza de los problemas y momentos difíciles, una canción positiva con un buen ritmo. La canción fue escrita por Coti Sorokin y fue grabada entre septiembre y octubre de 2001 en los estudios Monasterio de Buenos Aires, Sonoland de Madrid y The Warehouse, Miami, donde también se realizó su mezcla.

## Video musical
El vídeo musical cuenta con un argumento sencillo, el video comienza con Torres durmiendo en una cama, después está en un restaurant y al final en un bosque. Se estrenó en marzo del 2002 por la cadena MTV.
El video musical se llevó el galardón del video de la gente sureste en los MTV Video Music Awards 2002 y a video del año en los Premios Carlos Gardel, entre otros.

## Versiones
- Grabó con la cantante Julieta Venegas en el álbum en vivo Diego Torres MTV Unplugged en 2004.

## Créditos
Créditos adaptados a partir de las notas del álbum Un mundo diferente.
- Composición – Coti Sorokin, Cachorro López y Diego Torres
- Producción – Cachorro López
- Coproducción – Diego Torres
- Coros – Alexander Batista, Celsa Mel Gowland, Coti Sorokin
- Guitarra acústica – José Luis Pagán
- Arreglos, dirección en instrumentos de viento, saxofón – Ed Calle
- Programación y arreglos en bajo – Cachorro López
- Batería – Anye Bao
- Programación y arreglos en piano electrónico – Sebastián Schön
- Guitarras – Dayan Abad
- Mezclas – César Sogbe
- Asistente en mezclas – Norm Smith
- Percusión – Nicolás Arnicho
- Grabación – Norm Smith, Sebastián Schon
- Trombón – Dana Teboe
- Trompeta – Tony Concepción

## Listas

### Versión original
| Lista (2002)                               | Mejor posición |
| ------------------------------------------ | -------------- |
| Argentina (top 20)                         | 10             |
| Chile (top 20)                             | 12             |
| Estados Unidos (Billboard Hot Latin Songs) | 42             |
| Estados Unidos (Billboard Latin Pop Songs) | 30             |
| Estados Unidos (Billboard Tropical Songs)  | 8              |
| Lista (2008)                               | Mejor posición |
| España (PROMUSICAE)                        | 95             |

### Versión dePor ellas
| Lista (2013)               | Mejor posición |
| -------------------------- | -------------- |
| España (Top 100 Canciones) | 1              |